# Famille Le Roux
La famille Le Roux est une famille normande dont plusieurs membres ont été présidents à mortier du Parlement de Normandie. Elle eut pour fief principal le bourg de Bourgtheroulde.

## Histoire
Probablement originaire des environs de Louviers, la famille Le Roux appartenait à la noblesse de robe.
Très riche, la famille Le Roux fit construire, à Rouen, l'hôtel de Bourgtheroulde, place de la Pucelle, alors place du Marché aux Veaux (Guillaume et Claude Ier au début du XVIe siècle), acquit le château de Boissey-le-Châtel (vers 1499) et le remplaça par le château actuel (Robert Ier et Robert II Leroux fin de XVIe, début du XVIIe siècle). Elle possédait des domaines importants, notamment à Saint-Aubin-d'Écrosville, Acquigny et dans le pays de Caux. Elle s'illustra surtout dans la magistrature, où elle réalisa l'essentiel de ses alliances.
Claude, mort en 1537, est conseiller à la cour des Comptes, son frère, Robert, conseiller au parlement de Normandie. Nicolas, leur neveu, est conseiller au parlement de Bretagne et président à mortier du parlement de Normandie. Au sein de l'Église, on peut citer Guillaume mort en 1532, abbé d'Aumale, Nicolas, son frère, chanoine doyen de la cathédrale en 1559, Jean leur neveu, prieur du Mont-aux-Malades et de Notre-Dame d'Auffay.
Mais c'est dans l'armée et plus spécialement dans la marine, qu'on trouve ceux de la famille Leroux qui ont laissé le plus de trace dans l'histoire. Le premier, Louis (1600-1672), seigneur d'Infreville et de Saint-Aubin-d'Écrosville, est intendant des ports sous Louis XIII et Louis XIV avec rang d'amiral. Le second, Louis (1642-1712) son fils, après une brillante carrière de combattant, fut nommé chef d'escadre par Louis XIV. Il meurt à Infreville et y est inhumé, avec son père et d'autres membres de la famille dans le chœur de l'église Saint-Ouen. On peut citer les deux frères de ce dernier : David (mort en 1713) qui est commissaire général de la marine à Toulon et Robert, seigneur de Rouville, qui fut tué au siège de Candie.

## Personnalités
- Denis Le Roux († apr. 1456), fils de Martin Le Roux († 1424) et de Guillemette de Bailleul, bourgeois de Louviers, procureur de l'archevêque de Rouen à Louviers (1428), « conseiller en cour laye » (1456)
- Guillaume Ier Le Roux († v. 1495), vicomte d'Elbeuf, probablement après le départ des anglais en 1449 jusqu'en 1495, il est dit écuyer vers 1480. Il meurt à Louviers et est inhumé dans la chapelle Notre-Dame de l'église Saint-Jean d'Elbeuf. Il épouse Alison du Fay, fille de Guillaume du Fay, lieutenant-général du bailli de Gisors.
- Guillaume II Le Roux, lieutenant-général du vicomte d'Elbeuf vers 1476 jusqu'en 1495 et tient les plaids de Boissey-le-Châtel (1485) et La Haye-du-Theil (1491), vicomte d'Elbeuf (1495), conseiller à l'Échiquier (1499) puis au Parlement de Normandie. Il commence la construction de l'hôtel de Bourgtheroulde à Rouen.
- Claude Ier Le Roux († 1537), seigneur de Tilly (1515) et de Bourgtheroulde (1532), vicomte d'Elbeuf (1507-1520), conseiller au Parlement de Normandie (1520).
- Louis Le Roux d'Infreville (1642-1712), seigneur de Saint-Aubin puis marquis d'Infreville, chef d'escadre.
- Claude Le Roux[1] (1656-1689).
- Robert Le Roux[2] (1689-1693), chevalier, baron d'Esneval et d'Acquigny, vidame de Normandie, ambassadeur ;
- Anne-Claude-Robert Le Roux d'Esneval[3] (1693-1746).
- Pierre Robert Le Roux d'Esneval (1716-1788) dit le « président d'Acquigny ».
- Esprit-Robert le Roux d'Esneval[4] (1788-1790) dit le « président d'Esneval ».

## Généalogie
- Martin Le Roux († 1424)
  × Guillemette de Bailleul
  - Denis Le Roux († 1456), seigneur de Becdal et Villettes, gouverneur de Louviers
  × Guillemette Du Buisson
    - Guillaume Ier Le Roux († v. 1495), écuyer (v. 1480), vicomte d'Elbeuf (1449-1495)
  × Alison Du Fay, fille de Guillaume du Fay, lieutenant général du bailli de Gisors et de Philipotte Roussel, nièce de Raoul Roussel, archevêque de Rouen
      - Guillaume II Le Roux († 1520), conseiller à l'Échiquier (1499) puis au Parlement de Normandie, seigneur de Becdal, Acquigny, Saint-Aubin-d'Écrosville et Bourgtheroulde
  × 1486 Jeanne Jubert, fille de Guillaume Jubert, seigneur de Vesly, lieutenant général du bailli de Gisors
        - Guillaume III Le Roux († 1532), abbé commendataire d'Aumale (1517) et du Val-Richer, chanoine de Gaillon
        - Claude Ier Le Roux († 1537), vicomte d'Elbeuf, conseiller au Parlement de Normandie
  ×1 1515 Jeanne de Chalenge († 1531), dame de Cambremont et d'Infreville
  ×2 Madeleine Payen
          - 1>  Claude II Le Roux († 1609), seigneur de Bourgtheroulde et d'Infreville, conseiller de la Cour des Comptes de Paris
  × 1551 Marie Potier de Blancmesnil
            - Claude III Le Roux, conseiller au Parlement de Paris, seigneur de Sainte-Beuve
  × 1580 Madeleine Luillier de Saint-Mesmain
            - Nicolas II Le Roux († 1621), seigneur de Bourgtheroulde et Saint-Aubin, président à mortier aux Parlements de Bretagne et de Normandie (1602)
  × 1586 Catherine Olivier, petite-fille de François Olivier, chancelier de France
              - Claude IV Le Roux († 1632), seigneur de Bourgtheroulde et Saint-Aubin, président à mortier au Parlement de Normandie en 1621
  × 1609 Marie Cavelier, fille de Jean Cavelier, seigneur des Busquets, lieutenant-général
                - Jean Le Roux, baron de Bourgtheroulde, président aux Requêtes
  × 1629 Marguerite d'Anviray
  × 1661 Catherine Le Mercier
                  - Nicolas Le Roux, baron de Bourgtheroulde
                  - Marie Le Roux
                  - Angélique Le Roux
  × Jacques Durand, seigneur de Littetot
                  - Elisabeth Le Roux
  × François Toustain, seigneur de Limésy et Frontebosc

                - Robert Le Roux, chevalier de Malte
                - Catherine Le Roux
  × 1635 Marc Antoine de Brèvedent, sieur de la Houssaye, maître ordinaire de la chambre des comptes de Normandie

              - Louis Le Roux (1600-1672), seigneur d'Infreville et de Saint-Aubin, amiral (branche des seigneurs d'Infreville)
  × 1629 Marguerite d'Anviray, fille de David d'Anviray, receveur général des finances de Rouen et Marguerite de Vimont
                - David Le Roux († 1713), seigneur d'Infreville
                - Robert Le Roux († 1669), seigneur de Rouville
                - Louis Le Roux d'Infreville (1642-1712) dit de Saint-Aubin, seigneur de Saint-Aubin, marquis d'Infreville, chef d'escadre

              - une fille Le Roux
  × Jean de Bauquemare, gouverneur du Vieux-Palais de Rouen

            - Marie Le Roux
  × Claude Le Georgelier, sieur du Bois, vicomte de Rouen
            - Françoise Le Roux
  × Louis Bretel, sieur de Lanquetot, président à mortier au Parlement de Normandie

          - 1> Robert Ier Le Roux († 1583), seigneur de Tilly, Becdal, Villettes, conseiller au Parlement de Normandie (branche des seigneurs de Tilly)
  × Barbe Guiffart[5], dame de Nonnettes
            - Robert II Le Roux († 1638), seigneur de Tilly, conseiller au Parlement de Normandie
  × 1599 Marie de Bellièvre, fille de Pomponne de Bellièvre, ambassadeur, chancelier de France
              - Robert III Le Roux († 1676), seigneur de Tilly, conseiller au Parlement de Normandie puis au Grand Conseil
  × Marguerite Faucon
                - Robert Le Roux, seigneur de Tilly
                - Louis Le Roux
                - Pomponne Le Roux
                - Scipion Le Roux († 1679)
                - Alexandre Le Roux
                - Claude Le Roux, seigneur de Tilly, Montérolier, conseiller au parlement de Normandie
  × Madeleine du Moucel de Louraille
                  - Nicolas Le Roux, seigneur de Tilly et de Montérolier
                  - Madeleine Le Roux
  × 1698 Maximilien Anzeray, marquis de Courvaudon, président au Parlement de Normandie

                - Nicolas Le Roux
  × Anne de Moges de Buron

              - Nicolas Le Roux († 1637) dit de Mesnil-Jourdain
              - Pomponne Le Roux de Tilly († 1656) dit de Tilly, chevalier, seigneur du Mesnil-Jourdain, comte d'Argilès, lieutenant-général de l'armée de Catalogne
              - Claude Le Roux († 1689) dit de Cambremont, seigneur de Cambremont, baron d'Acquigny, conseiller au Parlement de Normandie (branche des seigneurs de Cambremont, barons d'Esneval)
  × 1651 Madeleine de Tournebu, fille d'Anne, baron de Livet et de Françoise de Prunelé
                - Robert IV Le Roux († 1693), chevalier, baron d'Esneval et d'Acquigny, vidame de Normandie, ambassadeur
  × Anne-Marie-Madeleine de Canouville[6], fille d'Adrien de Canouville, chevalier, seigneur de Grosmesnil et de Marie-Elisabeth Bretel, marquise de Grémonville
                  - Anne-Robert-Claude Le Roux-d'Esneval († 1766), chevalier, vidame de Normandie, seigneur de Pavilly, baron d'Esneval et Acquigny, président à mortier au Parlement de Normandie (1712-1741)
  × Marie-Marthe Le Marchand de Bardouville, châtelaine du Héron, fille de Pierre Le Marchand de Bardouville et de Marie-Marthe Caradas du Héron
                    - Pierre Robert Le Roux d'Esneval (1716-1788) dit le Président d'Acquigny, baron d'Esneval et Acquigny, vidame de Normandie, président à mortier au Parlement de Normandie (1741)
  × Françoise-Catherine Clérel de Rampen, baronne de Bois-Normand, fille d'André Clérel, seigneur de Sey et de Catherine-Françoise de Thieuville, baronne de Bois-Normand et des Botteraux
                      - Esprit-Robert-Marie Le Roux (1747-1790) dit le Président d'Esneval, baron d'Esneval et Acquigny, vidame de Normandie, seigneur de Pavilly, président à mortier au Parlement de Normandie (1770)
  × Françoise-Félicité de Morant, fille de Thomas-Charles de Morant, marquis de Morant, maréchal de camp et Anne-Françoise de la Bonde d'Hiberville
                        - Esprit Marie Robert Le Roux (1777-)

                      - Anne-Marie-Françoise Le Roux-d'Esneval (1741-)
  × Armand-Michel de Pomereu, marquis de Riceys, président à mortier au Parlement de Normandie

                  - Claude-Adrien Le Roux (1689-), chevalier de Malte (1690)
                  - Elisabeth-Marie-Madeleine Le Roux
  × Robert-François Boullays de Catteville, conseiller au Parlement de Normandie
                  - Edvige-Casimir Le Roux

                - Claude Le Roux, prêtre
                - Pomponne Le Roux, vicomte de Comblisy, aide de camp, colonel du régiment de Luxembourg (dont descendance)
                - Madeleine Le Roux
  × Christophe Le Faé, seigneur de Bois-Théroulde, conseiller au Parlement de Normandie
                - Marie Le Roux, religieuse de Saint-Louis de Poissy
                - Françoise Le Roux
  × Robert Lignaud, marquis de Lussac-les-Églises

              - Geneviève Le Roux
  × Alexandre Bigot, président à mortier

          - 1> Jean Le Roux
          - 1> Marie Le Roux
  × Nicolas de Quiévremont, seigneur d'Heudreville

        - Nicolas Ier Le Roux († 1561), doyen de Rouen, prieur du Mont-aux-Malades, abbé commendataire du Val-Richer (1540) puis d'Aumale (1532 puis de 1550 à 1561)